# Birgit Thüring
Birgit Thüring née Birgit Fahlman le 12 janvier 1912 à Idkerberget et morte le 9 août 1984 à Visby, est une aviatrice suédoise.

## Biographie

### Enfance, études et découverte de l'aviation
Birgit Fahlman est née 12 janvier 1912 à Idkerberget en Dalécarlie (en Suède). Elle est la fille de Vilhelm Torsten Fahlman, ingénieur des mines et d'Iris Augusta Helga Bergstedt, et est l’aînée d'un frère Sven (vice-champion olympique d'épée par équipes en 1952) et d'une sœur Åke,. Après l'école primaire, elle part étudier au Lyceum för flickor (sv) à Stockholm puis poursuit ses études à l'université de Stockholm où elle suit pendant trois semestres un cursus de mathématiques et obtient une formation d'employée de bureau,. Elle devient bibliothécaire à l'Académie royale des sciences de Suède. Birgit s's'intéresse également à la musique et par ce biais rencontre un jeune phototrophe passionné d'aviation, Nils Thüring. Ils se marient le 17 mars 1935 et Birgit prend le nom de son mari pour devenir Birgit Thüring. Nils transmet sa passion pour le vol à sa femme et tous deux commencent à prendre des cours de pilotage en 1938 et obtiennent leurs licences de pilote privé en 1939,.
Nils vend alors son magasin de photos et ils achètent leur premier avion, un De Havilland DH.80A Puss Moth de 150 chevaux et son hélice tripale. Ensemble ils décident de s'approprier leur avion en parcourant l'Europe avec, pilotant chacun leur tour. Ils démarrent leur voyage en le 23 juin 1939 et survollent quinze pays en quatorze jours : l'Allemagne, les Pays-Bas, la Belgique, la Grande-Bretagne, la France, l'Italie, la Yougoslavie, la Bulgarie, la Roumanie, la Pologne, la Lituanie, la Lettonie, l'Estonie, la Finlande et bien sûr la Suède où ils atterrissent le soir du 7 juillet 1939 Norrtälje à court de carburant. Leur retour à Bromma, l'aéroport de Stockholm, ne peut s'effectuer qu'après s'être fait acheminer du carburant depuis la capitale, mais ils peuvent finalement boucler leur périple. C'est une Europe qui se prépare à la guerre qu'ils visitent, ce qui contrarie leurs plans initiaux : pour financer le voyage, le couple avait prévu d'écrire des articles pour un magazine aéronautique. Mais ces articles ont été censurés à cause des secrets militaires qu'ils révélaient.

### Pendant la guerre
En 1940, Nils Thüring déménage à Fårösund sur l'île de Gotland où il effectue des vols cibles pour le compte du Régiment d'artillerie côtier de Gotland (sv) (dit KA 3) depuis le terrain de Bunge (sv). Les vols cibles sont des entraînements militaires où un avion tire une cible au bout d'un câble, cible qui doit être repérée et visée (par de simples projecteurs ou par des tirs) . L'année suivante Birgit le rejoint et exerce avec lui cette même activité, qu'ils auront durant toute la guerre. En 1941, par autorisation spéciale (aucune école de pilotage n'était en activité pendant la guerre), elle reçoit une licence commerciale de pilotage, une première pour une femme en Suède. Au fil du temps, il opère trois avions : le De Havilland Puss Moth, un Percival Vega Gull et un Bücker Jungmann (à la toute fin de la guerre, ils opèrent aussi brièvement un Arado Ar 96B allemand). Les exercices se déroulent de jour comme de nuit, été comme hiver et ceux de 1941 et 1942 ont été particulièrement rigoureux avec des températures descendant jusqu'à −30 °C, rendant parfois le pilotage éprouvant, d'autant plus que l'habitacle du Jungmann est ouvert. En plus des missions de remorquage de cibles, Birgit Thüring réalise des missions de sauvetage au cœur des îles de la mer Baltique. Un matin d'hiver, le 1er avril 1940, lors d'une manœuvre à basse altitude au-dessus de Roma le Jungmann piloté par Birgit perd un ski. Elle s'en rend compte sans arriver à déterminer s'il s'agit du patin tribord ou bâbord. Plutôt que de prendre de l'altitude et de sauter en parachute (sauvant sa vie mais perdant son avion), elle décide de tenter un atterrissage de fortune, qu'elle réussit. Elle sort indemne de l'incident et l'avion peut être réparé.
En 1942, le couple fonde sa société, AB Avia (sv), dont l'activité principale est la réalisation de vols cibles pour l'armée suédoise,. 1942 voit aussi le couple avoir son premier enfant, Christian qui naît à Solna le 20 décembre. Cette grossesse puis cette maternité n’empêchent pas Birgit de continuer de voler, jusqu'à un mois du terme. Tout au plus, elle oblige l'armée à adapter la planification de ses exercices aux contraintes d'allaitement de leur pilote.

Leur second enfant, Ritva Hannele Maria, naît en 1944.

### L'après guerre
Après la guerre, la famille déménage à Visby (plus au sud sur l'île de Gotland) où ils continuent leur activité de vols cibles (l'activité perdure jusqu'en 1989) en complément de la prestation désormais réalisés par Svensk Flygtjänst AB (la future Swedair (en)) à l'échelle nationale. Elle acquiert un nouvel avion et développe son activité commerciale en établissant des vols réguliers intérieurs puis internationaux,. 
La société effectue également des expéditions de sauvetage à Stora Karlsö et Gotska Sandön, des vols scolaires et surtout du taxi aérien,. Au fil du temps, plusieurs avions sont loués ou achetés par la société et Thüring est notamment amenée a piloté un Douglas AD Skyraider américain ou un Republic RC-3 Seabee. On compte aussi un Airspeed AS.6 Envoy ayant appartenu auparavant à la famille royale britannique acheté en 1947 via un importateur suédois (AB Flyglevereranser). Mais malgré cette ascendance prestigieuse cet avion atypique se révèle peu performant pour les activités de taxi et ne sert qu'au vol cible et aux baptêmes de l'air avant d'être cédé au directeur de l'aéroport de Visby en 1954. 
En 1951, elle devient la première suédoise femme à détenir une licence commerciale senior. Elle tente d'obtenir l'autorisation de piloter des avions de passagers plus gros et cherche à se faire embaucher par la compagnie aérienne ABA (une des futures compagnies fondatrices de Scandinavian Airlines System). Mais celle-ci refuse au motif qu'une femme commandant de bord réduirait la confiance dans la compagnie aérienne. Elle combat alors pour le droit des femmes à devenir pilotes dans l'aviation civile. Elle essaye d'obtenir la permission de se former en tant contrôleuse aérienne, mais l'administration suédoise de l'aviation civile refuse au motif que si des femmes devaient être embauchées, la fixation des salaires en serait affectée.
En 1968, le couple vend Avia à deux entrepreneurs suédois, Nils Björkman et Lennart Gustafsson,.
En 1969, pour ses réalisation exceptionnelles pour l'aviation suédoise pendant et après la guerre elle reçoit une médaille d'or du journal Aftonbladet et la médaille d'excellence pour avoir accumulé 5 500 heures de vols sans accident. Elle cesse de voler au milieu des années 1970 en raison de son âge, ; elle totalise alors officiellement 8 098 heures et 55 minutes de vol. Birgit Thüring devient membre du conseil d'administration du Gotlands Flygklubb (sv) basé à Visby, et participe à la création de l'association Svenska Kvinnliga Flygare (les femmes pilotes suédoises) pour promouvoir la féminisation de  l'aviation, tant militaire que civile,. Les chiens étant son autre passion, elle devient également trésorière d'un club canin de Gotland.
Birgit Thüring meurt le 9 août 1984 à Visby où elle est désormais enterrée.